# Marco Boschini
Marco Boschini (1602-1681) fue un pintor, grabador y tratadista italiano nacido y activo en Venecia durante el Barroco. Educado con Palma el Joven, como pintor realizó La Última Cena para la sacristía de San Girolamo en Venecia. Boschini es sobre todo recordado por su Carta del Navegar pittoresco de 1660, auténtico ditirambo de la escuela veneciana de pintura. Asimismo fue tratante de arte para el cardenal Leopoldo de Médici, entre otros magnates de su siglo.